# The March of the Black Queen
«The March of the Black Queen» (с англ. — «Марш Чёрной Королевы») — девятая (четвёртая на Чёрной стороне) песня британской рок-группы Queen со второго студийного альбома. Вышла в 1974 году на альбоме, также выходила на сборниках The Best of Queen 1976 года и на одноимённом сборнике 1980 года (оба вышли только в Южной Корее).
Песня представляет собой сложный гибрид оперы, хеви-метала, хард-рока и прогрессивного рока: композиция состоит из множества переменчивых мелодий, исполненных в оперной манере, используя типичные для рока музыкальные инструменты — рояль, электрогитару, ударные и бас-гитару. Оперная атмосфера создаётся путём многочисленных наложений вокальных и инструментальных партий, что впоследствии использовалось в «Bohemian Rhapsody» и «Somebody to Love». Особенностью композиции также является её такт: меняющийся 8/8 и 12/8, что крайне редко встречается в современной музыке.

## Сюжет песни
В песне поётся о коварной Чёрной королеве, в которую влюбляется герой. Ему предстоит выбрать: идти с ней или остаться. В результате он решает идти с Чёрной королевой, которая относит его в мир иной. Это может служить противопоставлением композиции «White Queen (As It Began)» — третьей на Белой стороне альбома: герой той композиции влюблён в Белую королеву, но она его не замечает.
На альбоме «The March of the Black Queen» — первая композиция в цикле из двух песен, второй является «Funny How Love Is»: финальная вокальная партия «The March of the Black Queen» наслаивается со своеобразными «бренчащими» звуками, сопровождающими всю «Funny How Love Is».
Известно, что на четвёртой сессии для BBC от 4 апреля 1974 года Queen не записали новую версию песни, а по радио пустили обычную альбомную версию, заканчивающуюся в начале «Funny How Love Is». Вероятно, это было сделано из-за крайней сложности исполнения и нехватки времени на проработку.
На концертах песня исполнялась как часть попурри из различных композиций. Исполнялась не вся композиция, а лишь её небольшая часть, также из-за особенностей живого исполнения песня получила новое треш-металлическое звучание.